# Cachaço (Brava)
Cachaço (Crioulo cabo-verdiano, ALUPEC: Katxasu)  é uma vila na ilha do Brava, Cabo Verde.

## Vilas próximos
- Nova Sintra do Monte - nordoeste